# Albina (Vorname)
Albina und Albína (russisch: Альбина, ukrainisch: Альбіна) sind weibliche Vornamen.

## Herkunft und Bedeutung
Der Name wird vor allem im Russischen, Ukrainischen, Italienischen, Portugiesischen, Spanischen, Slowenischen, Polnischen, Deutschen, Litauischen und wurde im Alten Rom verwendet. Er ist eine weibliche Form von Albinus.
Eine Verkleinerungsform ist Alya (russisch). 
Andere weibliche Formen sind Albine (französisch). 

## Bekannte Namensträgerinnen
- Albina Africano (* 1945), angolanische Chemikerin und Politikerin
- Albina du Boisrouvray (* 1941), französische Journalistin, Filmproduzentin und Philanthropin
- Albina Chamitowna Achatowa (* 1976), russische Biathletin
- Albina Wiktorowna Chomitsch (* 1976), russische Gewichtheberin
- Albína Dratvová (1892–1969), tschechische Philosophin
- Albina Marçal Freitas (1958–2019), osttimoresische Politikerin
- Albina Gennadjewna Majorowa (* 1977), russische Langstreckenläuferin
- Albina Grčić (* 1999), kroatische Popsängerin
- Albina Guarnieri (* 1953), kanadische Politikerin
- Albina Jelkina  (1932–2009), sowjetisch-ukrainische Diskuswerferin
- Albina Kamaletdinova (* 1969), tadschikische olympische Bogenschützin
- Albina Korsch (* 2000), ukrainische Schauspielerin
- Albina Xabibulina (* 1992), usbekische Tennisspielerin
- Albina Osipowich (1911–1964), US-amerikanische Schwimmerin
- Albina Alexejewna Serowa, russische Astronomin
- Edvige Antonia Albina Maino (* 1946), indische Politikerin italienischer Herkunft, siehe Sonia Gandhi